# Кача (притока Єнісею)
Ка́ча (у верхів'ї Гладка Кача) — річка в Красноярському краї Росії. Ліва притока Єнісею, що впадає в нього в межах Красноярська.
Мовою качинців річка називалася Ізир-Су (Орлина річка) .
Довжина 102 км (з Гладкою Качей), площа водозабору 1280 км², середня витрата води - 4,3 м/с. В басейні річки ведуться заготівля лісу, сільське господарство. Загальне водоспоживання на зрошення та сільськогосподарські потреби не перевищує 2% річного стоку (2 млн м³).